# Madagaskarweihe
Die Madagaskarweihe (Circus macrosceles) ist eine große Art der Weihen, die ausschließlich auf Madagaskar vorkommt. Die geringfügig größeren Weibchen sind auf der Körperoberseite graubraun, die Männchen kontrastreich schwarz und weiß. Die Madagaskarweihe galt lange als eine Unterart der Réunionweihe. Diese ist jedoch deutlich kleiner und unterscheidet sich außerdem in mehreren Merkmalen.
Die Bestandssituation der Madagaskarweihe wird von der IUCN mit gefährdet (endangered) angegeben. Es werden keine Unterarten unterschieden.

## Erscheinungsbild

### Maße und ungefiederte Körperpartien
Die Madagaskarweihe erreicht eine Körperlänge von 54 bis 59 Zentimeter. Die Flügel haben bei den Männchen eine Länge von 39 bis 42 Zentimeter, bei den Weibchen von 42 bis 44 Zentimeter. Die Flügelspannweite beträgt 105 bis 140 Zentimeter. Das Gewicht liegt bei den Männchen etwa 600 Gramm, die Weibchen werden bis zu 910 Gramm schwer. Die Augen adulter Vögel sind gelb. Der Schnabel ist gelb, die Wachshaut ist gelb bis grünlich gelb. Die Beine und Füße sind bei beiden Geschlechtern gelb.

### Männchen
Männchen haben eine kontrastreiche Gefiederfärbung aus Schwarz-, Grau- und Weißtönen. Der Gesichtsschleier ist einheitlich schwarz, er wird anders als bei der Réunionweihe von einem rein schwarzen Kragen eingefasst, der sich von Hinterkopf und Nacken über die Kehle bis zur Brust zieht. Rücken und Oberflügeldecken sind einheitlich schwarz, lediglich der Flügelbug ist weiß gefärbt. Die grauen Hand- und Armschwingen des Männchens sind ohne jegliche Querbänderung; die äußeren sechs Handschwingen sind vollständig schwarz. Der Bürzel ist weiß, die Steuerfedern oberseits einheitlich grau mit einer vier schwarzen Querbändern. Der Bauch und die Schenkel sind einheitlich weiß und weisen bei einigen Individuen einige wenige schwarze Strichel auf.

### Weibchen
Die Weibchen haben einen vom Schnabel ausgehend radial braun-weiß gestrichelten Kopf. Die Strichelung ist auf dem Gesichtsschleier dunkler und dichter als auf dem Rest des Kopfes. Rücken und Flügel sind blass braungrau mit einer dunklen Strichelung auf den Flügeldecken und Querbändern auf den Hand- und Armschwingen. Der Bürzel ist weiß gefärbt, die Schwanzfedern sind auf der Oberseite braun und zeigen eine breite, dunkle Bänderung.

## Verbreitung und Lebensraum
Die Madagaskarweihe kommt fast ausschließlich auf Madagaskar vor. Sie wurde auch auf schon auf den zu den Komoren gehörenden Inseln Mayotte beobachtet, ist dort aber vermutlich nur ein seltener Irrgast.
Auf Madagaskar kommt diese Weihe entlang von Seen mit ausgedehnten Schilfgürteln, auf Reisfeldern, sowie auf feuchtem Grasland vor. Sie jagt auch über trockeneren Agrarflächen und entlang von Waldrändern.

## Lebensweise
Die Lebensweise ist bislang noch wenig erforscht, Madagaskarweihen werden jedoch gewöhnlich einzelgängerisch oder paarweise beobachtet. Sie frisst überwiegend kleine Wirbeltiere wie Amphibien, Reptilien, Nagetiere und Vögel.
Die Brutzeit fällt in den Zeitraum von Dezember bis Juli. Das Nest wird auf dem Boden gebaut. Die Gelegegröße beträgt drei bis sechs Eier. Die Brutzeit beträgt 33 bis 36 Tage, die Nestlinge sind nach 45 bis 50 Tagen flügge. Das Männchen versorgt die Jungvögel für weitere zwei Monate mit Nahrung.